# Gerolama Orsini
 Gerolama Orsini (* um 1503; † 1570 in Viterbo), manchmal auch Girolama Orsini genannt, stammte aus dem Haus der römischen Magnatenfamilie der Orsini und zwar aus der Linie der Grafen von Pitigliano. Als Gemahlin des Pier Luigi II. Farnese, Herzog von Parma und Piacenza (1545–1547) wurde sie zur Schwiegertochter von Papst Paul III. und zugleich zur näheren Stammmutter der Linie der Farnese, die die Herzogtümer Parma und Piacenza bis 1731 regierte. Durch ihre Söhne kam sie in Schwägerschaft mit Kaiser Karl V. und mit König Heinrich II. von Frankreich. Gerolamas Nachkommin Elisabetta Farnese (* 1692; † 1766), die Erbin der Herzogtümer, wurde durch ihre Ehe mit König Philipp V. von Spanien (1700–1746), aus dem Haus Bourbon zur Königin von Spanien und zur Stammmutter des bis heute dort regierenden Königshauses.

Wappen der Familie Orsini

## Herkunft
Girolama entstammte der römischen Magnatenfamilie der Orsini, die sich von der römischen Familie der Bobonen ableitet, aus der bereits 928 Romano Bobone zum Kardinal ernannt wurde.
Der Stifter der Linie der Orsini, der Gerolama entstammt, der Herren – seit dem 14. Jahrhundert Grafen – von Pitigliano (in der Provinz Grosseto), war Gentile Orsini († 15. November, vor 1246), Herr von Pitigliano, Mugnano, Penna und Nettuno. Dieser war ein jüngerer Bruder von Giovanni Gaetano Orsini (* 1210/20; † 22. August 1280), der von 1241 bis 1243 Senator von Rom, 1244 Kardinaldiakon von San Nicola in Carcere Tulliano, und schließlich als Papst Nikolaus III. von 1275 bis 1280 regierte.
Gerolamas Vater war Ludovico Orsini (* ca. 1470; † 27. Januar 1534 in Pitigliano), 7. Conte (Graf) di Pitigliano, Herr von Fiano Romano, Filacciano (Provinz Rom), Manciano in der toskanischen Maremma in (Provinz Grosseto), Montemerano (Ortschaft in der Gemeinde Manciano), Saturnia (heute Thermalort in der Gemeinde Manciano) und Soriano nel Cimino (nordwestlich von Rom in der Provinz Viterbo). Er war 1511 einer der Konservatoren der Stadt Orvieto und ein bekannter Feldherr seiner Zeit, der 1491 als Condottiere im Dienst der Kirche, ab 1496 in dem der Republik Siena, von 1505 bis 1515 im Dienst der Republik von Florenz und schließlich 1522 im Dienst des Königs Franz I. von Frankreich (1515–1547) war.

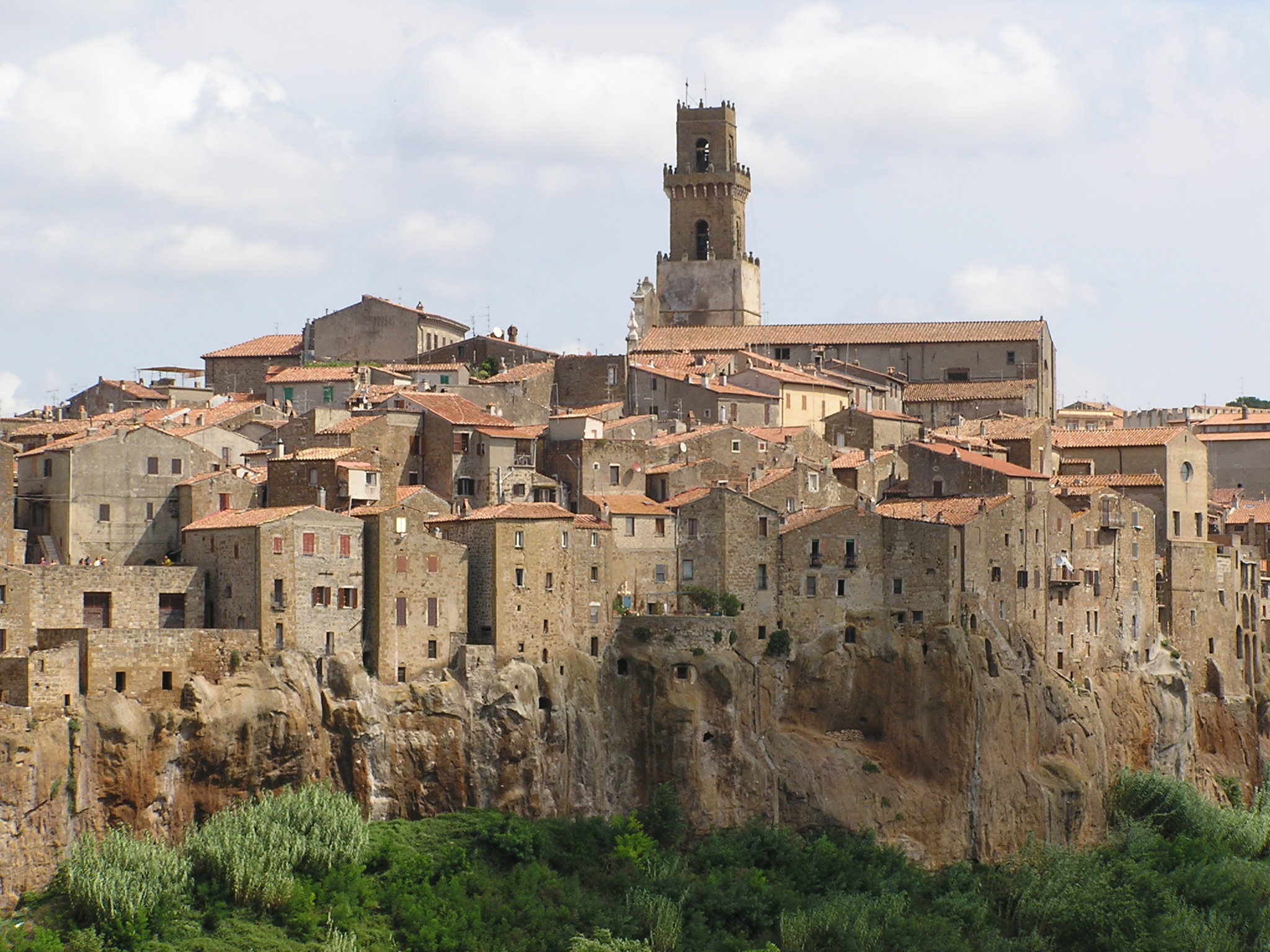
Blick auf Pitigliano

Die Mutter Gerolamas stammte aus dem bedeutenden römischen Adelsgeschlecht der Conti, aus der so bedeutende Päpste wie Innozenz III. (1198–1216), Gregor IX. (1227–1241) und Alexander IV. (1254–1261) hervorgegangen waren.
Ihr Vater war Jacopo Conti aus dem Haus der Grafen von Segni.

## Leben

### Jugend
Gerolama wurde als drittes Kind ihrer Eltern in den ersten Jahren des 16. Jahrhunderts geboren und wuchs im Schloss ihres Vaters in Pitigliano mit ihren Geschwistern auf, die ihr sehr nahe standen. Es waren dies:
- Giovanni Francesco Orsini (* vor 1503; † 8. Mai 1567), der 1534 auf ihren Vater als 8. Graf von Pitigliano folgte und durch seine Ehe mit Ersilia Caetani, Tochter des Guglielmo Caetani 3. Duca (Herzog) von Sermoneta aus der gleichnamigen römischen Magnatenfamilie, die von Langobarden aus der Stadt Gaeta abstammt, zum näheren Stammvater der Linie der Grafen von Pitigliano wurde. Diese Grafschaft wurde jedoch von Giannantonio Orsini († 1613) 1604 an Großherzog Ferdinando I. de’ Medici (1587–1609) verkauft, der ihn dafür zum Marchese (Markgraf) di Monte San Savino erhob.
- Gerolamas jüngere Schwester Marzia Orsini (* 1515; † 1547) war in erster Ehe mit Livio Attilio d´Alviano Signore di Pordenone, Patrizier von Venedig und in zweiter Ehe c. 1545 mit Gian Giacomo Medici, genannt „il Medeghino“ (* 25. Januar 1498; † 8. November 13.08.1548 in Frascarolo) verheiratet, der seit 1528 erster Marchese di Marignano, ein berühmter kaiserlicher General (Schlacht bei Mühlberg am 24. April 1547), auch conte (Graf) von Lecco und Marchese di Musso und Senator von Mailand war.[3] Marzia wurde dadurch zur Schwägerin des Giovanni Angelo Medici, der von 1559 bis 1565 als Papst Pius IV. die Katholische Kirche regierte und zur Tante des Heiligen Karl Borromäus.[4]
- Gerolamas jüngste Schwester Ersilia Orsini heiratete Virginio Orsini, den ersten Herzog von San Gemini.[5]

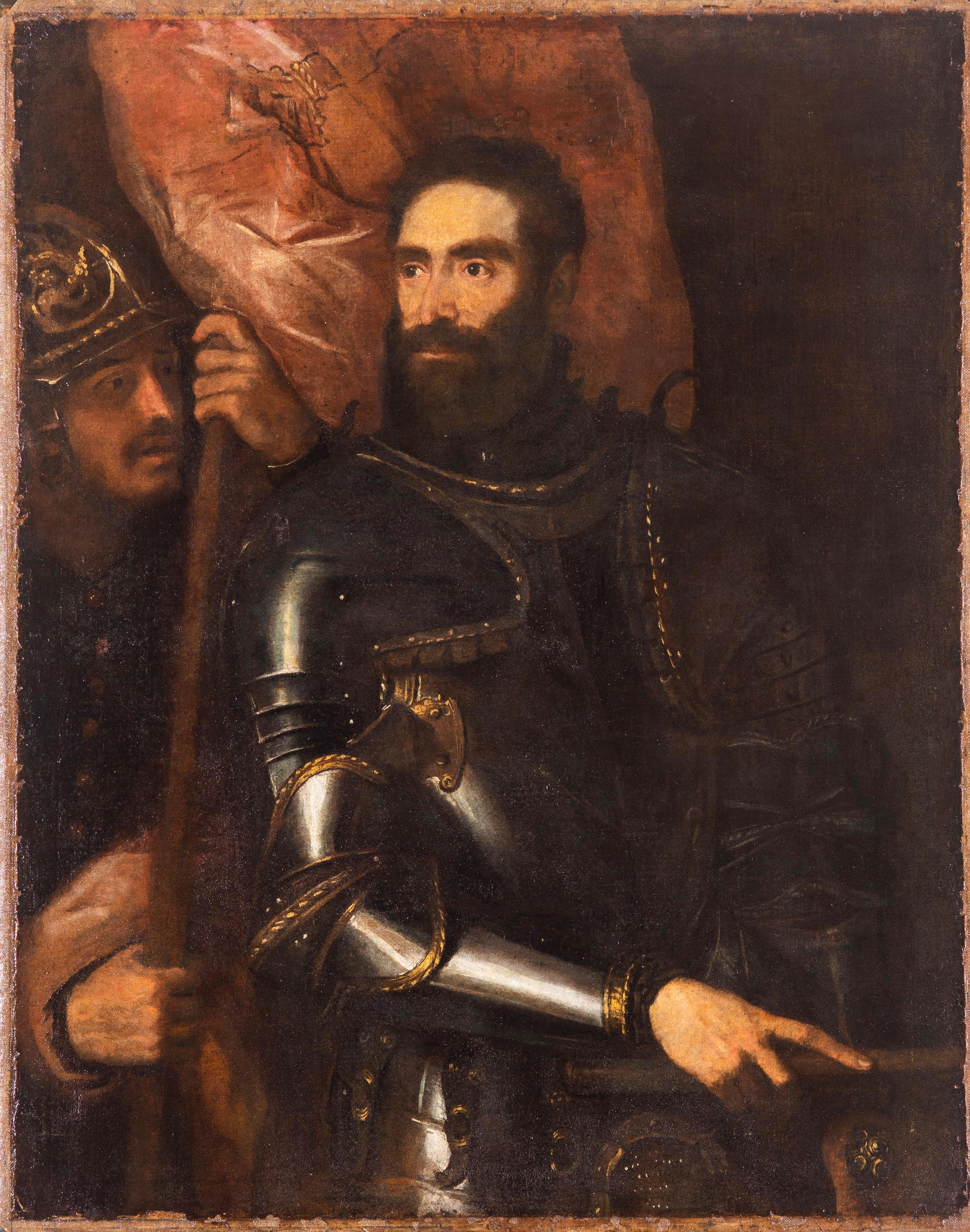
Pier Luigi Farnese Porträt von Tizian

### Objekt der Familienpolitik
Das Leben im Kreis ihrer Familie währte nicht allzu lange. Bereits 1513, mit zehn Jahren, wurde sie mit Pier Luigi II. Farnese (* 19. November 1503 in Rom; † 10. September 1547 in Piacenza) verlobt, der ein unehelicher, 1505 von Papst Julius II. (1503–1513) legitimierter Sohn des Kardinals Alessandro Farnese, dem späteren Papst Paul III. war.
Mit sechzehn Jahren erfolgte 1519 die Hochzeit, die mit großem Aufwand in Valentano in der Burg der Farnese gefeiert wurde. Diese Ehe wurde vom Erzieher Pier Luigis, dem berühmten Humanisten Baldassare Molossi aus Casalmaggiore, genannt Tranquillius, in lateinischen Versen gefeiert.
Die Ehe Gerolamas war naturgemäß keine Liebesheirat, sondern Teil der Familienpolitik ihres Schwiegervaters, Papst Paul III., der seinen Sohn als erbliche Fürsten in Italien etablieren wollte, ihn daher mit einer Tochter aus dem mächtigen Haus der Orsini verheiraten wollte, die an der Spitze der papstfreundlichen Partei der „Guelfen“ stand.
Die Strategie von Papst Paul III. erwies sich als durchaus erfolgreich: Die Ehe seines einzigen Sohnes mit Gerolama war fruchtbar, seine Nachkommen regierten fast 200 Jahre lang als Herzöge von Parma und Piacenza, verschwägerten sich mit den ersten Häusern Europas.

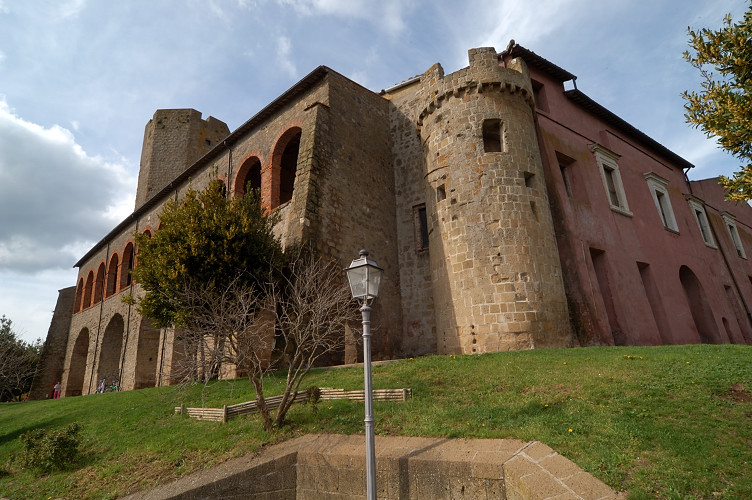
Die Burg der Farnese in Valentano

Gerolama lebte die ersten Jahre ihrer Ehe in der Burg Valentano in der Provinz Viterbo, die sich seit der Zeit von Kardinal Gil Álvarez Carillo de Albornoz – der von 1353 bis 1367 päpstlicher Legat in Italien war – im Besitz der Farnese befand. Diese zum Schloss ausgebaute Festung hatte auch ihrem Schwiegervater und dessen Schwester Giulia Farnese (* 1474; † 1524), der Geliebten des Papstes Alexander VI. (1492–1503) als Residenz gedient. Nach Fertigstellung der vorgesehenen Residenz, des Palazzo Farnese in Gradoli (in der Provinz Viterbo, nahe Valentano) durch Antonio da Sangallo dem Jüngeren (* 1483; † 1546) lebte Gerolama mit ihrer Familie auch dort.
Die Ruhe und die ländliche Atmosphäre mögen zwar Gerolama und ihren Kindern gefallen haben, störten jedoch bald ihren Ehemann Pier Luigi, der darauf drängte, sich als Feldherr zu bewähren. Dabei erwies er sich nicht als gewöhnlicher Condottiere, sondern wurde zum Stereotyp eines tapferen, verwegenen zugleich aber auch wilden und amoralischen Kriegsherren, der selbst die eigenen Verwandten enteignete und die traditionell papstfreundliche „guelfische“ Haltung seiner Familie fallen ließ, um in kaiserliche Kriegsdienste einzutreten.
So nahm er 1527 am „Sacco di Roma“, d. h., an der berüchtigten Plünderung der Stadt Rom durch deutsche Landsknechte und spanische Söldner des Kaisers Karl V. teil, die sich dadurch für die fehlenden Soldzahlungen entschädigten. Er war 1528 in Manfredonia und dann in der Toskana unter Ferrante I. Gonzaga erfolgreich.
Gerolama war dadurch oft sich selbst und der Erziehung der fünf Kinder überlassen. Sie wird von den zeitgenössischen Quellen als tugendhaft und besonders fromm, nicht aber als herausragende politische oder kulturelle Persönlichkeit, beschrieben. Der Umstand, dass sie mit „außergewöhnlicher Noblesse“ mit ihrem genialen aber lasterhaften Mann lebte, lässt darauf schließen, dass sie erheblich unter der eher gewalttätigen Natur ihres Ehemannes litt. Diese Charaktereigenschaft zeigte sich u. a. darin, dass Pier Luigi vom Papst wegen exzessiver Gewaltakte exkommuniziert und gebannt wurde.

### Schwiegertochter des Papstes

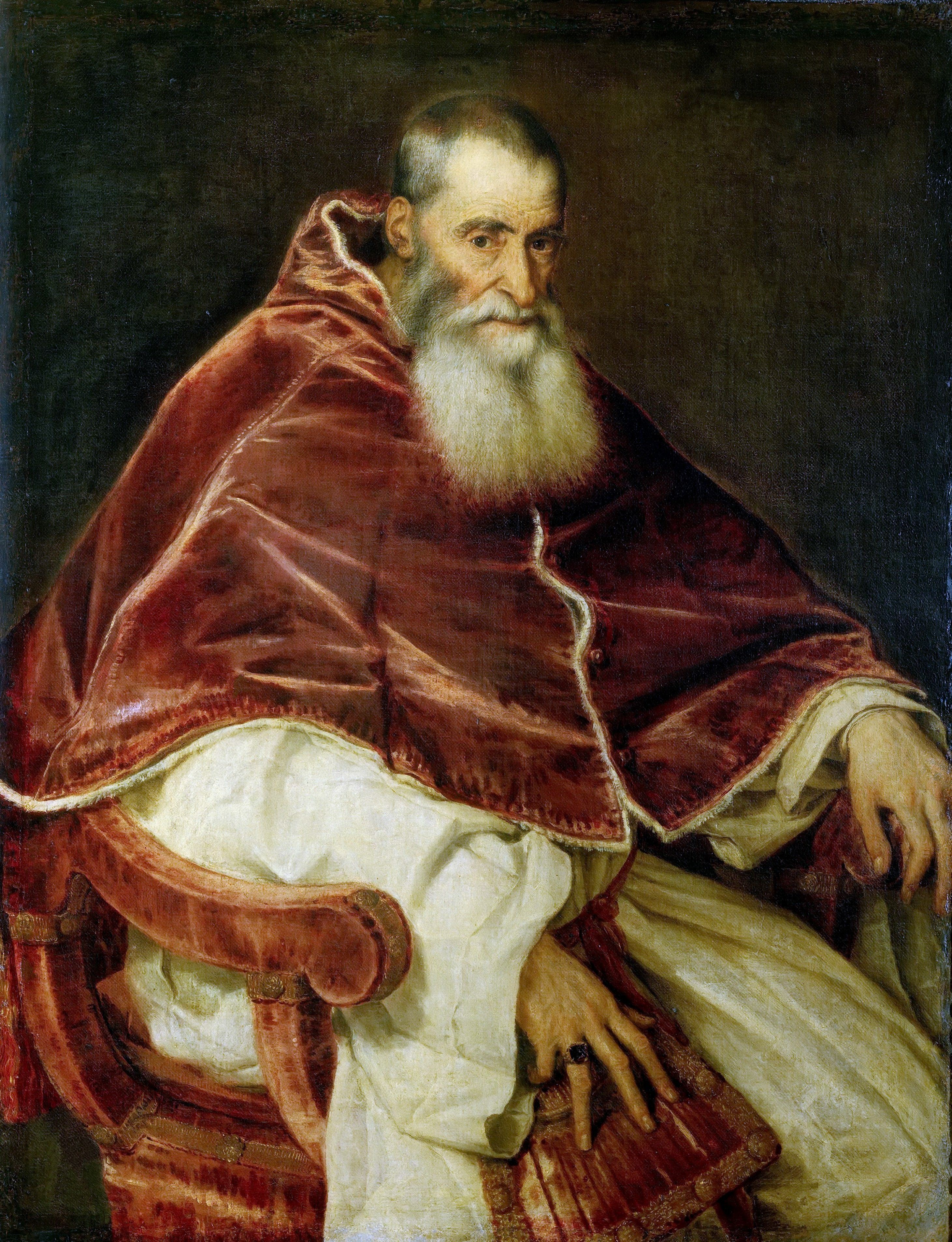
Papst Paul III., Gemälde von Tizian

Eine entscheidende Wende im Leben Gerolamas ergab sich im Oktober 1534, nachdem ihr Schwiegervater, der Kardinal Alessandro Farnese, zum Papst Paul III. gewählt wurde. Es war dies nicht nur ein Anlass, diese hohe Berufung innerhalb der Familie zu feiern, sondern hatte rasch auch direkte Vorteile zur Folge. So wurde ihr Sohn Alessandro Farnese bereits am 18. Dezember 1534 mit 14 Jahren von seinem Großvater zum Kardinal ernannt. Kaiser Karl V., der sich das Wohlwollen des neuen Papstes im Ringen gegen Frankreich sichern wollte, verlieh ihrem Ehemann Pier Luigi die Markgrafschaft Novara, während ihn sein Vater Paul III. zum Gonfaloniere (Oberkommandierenden der Streitkräfte) der Kirche ernannte.
Nach dem Regierungsantritt seines Vaters unternahm Pier Luigi als Gonfaloniere der Kirche die Aufgabe, von Lokalherrschern kontrollierte Territorien wieder der direkten Kontrolle der Kirche zu unterstellen. Dies führte 1540/41 zu Militäraktionen u. a. gegen die rebellierenden Baglioni, die Herren von Perugia, und zur Zerschlagung des „Staates“ des Hauses Colonna, der den Süden der Stadt Rom kontrollierte. Die Rolle, die Pier Luigi für seinen Vater Papst Paul III. spielte, kann daher mit der Rolle verglichen werden, die Cesare Borgia ein halbes Jahrhundert zuvor für dessen Vater Alexander VI. gespielt hatte.
Im Jahre 1537 setzte er sich vorübergehend in den Besitz der Grafschaft Pitigliano, die seinem Schwager, Giovan Francesco Orsini, entzogen worden war, da er in den Dienst des Königs von Frankreich eingetreten war.
Der berühmte Historiker und Genealoge Pompeo Litta Biumi (* 24. September 1781; † 17. August 1852) beschrieb ihn als „Cattivo come uomo, pessimo come principe“ (Bösartig als Mensch und schlimmster der Fürsten), was vielleicht etwas zu negativ erscheint. Gewiss ist jedoch, dass Gerolamas Ehe – trotz der 5 Kinder – keine glückliche war.

### Herzogin von Castro
Auf Gerolama – nunmehr Markgräfin von Novara – wartete bald darauf eine weitere Rangerhöhung: Im Jahr 1537 errichtete Papst Paul III. aus Familienbesitzungen und Neuerwerbungen das Herzogtum Castro im Kirchenstaat, das vom Bolsenasee bis zum Tyrrhenischen Meer reichte. Dieses übertrug er seinem Sohn Pier Luigi, wodurch Gerolama zur Herzogin von Castro wurde.
Pierluigi wollte sein neues Herzogtum mit einer passenden Hauptstadt versehen, ließ daher von Antonio da Sangallo dem Jüngeren die Kleinstadt Castro – wohl nicht ohne Zutun Gerolamas – zu einer herzöglichen Residenz ausbauen. Daher ließ er dort nicht nur einen angemessenen Palazzo Ducale errichten, sondern zugleich auch ein fürstliches Gästehaus (l´Hostaria) und eine Münzstädte zur Prägung eigener Münzen. Auch die Stadtmauern wurden erhöht und erneuert und die Struktur der Stadt im Sinne der Renaissance grundlegend modernisiert. Davon ist heute nichts mehr zu sehen, da die Stadt Castro 1649 auf Betreiben von Feinden der Farnese von päpstlichen Truppen weitestgehend zerstört wurde.

### Verschwägerung mit Kaiser Karl V.

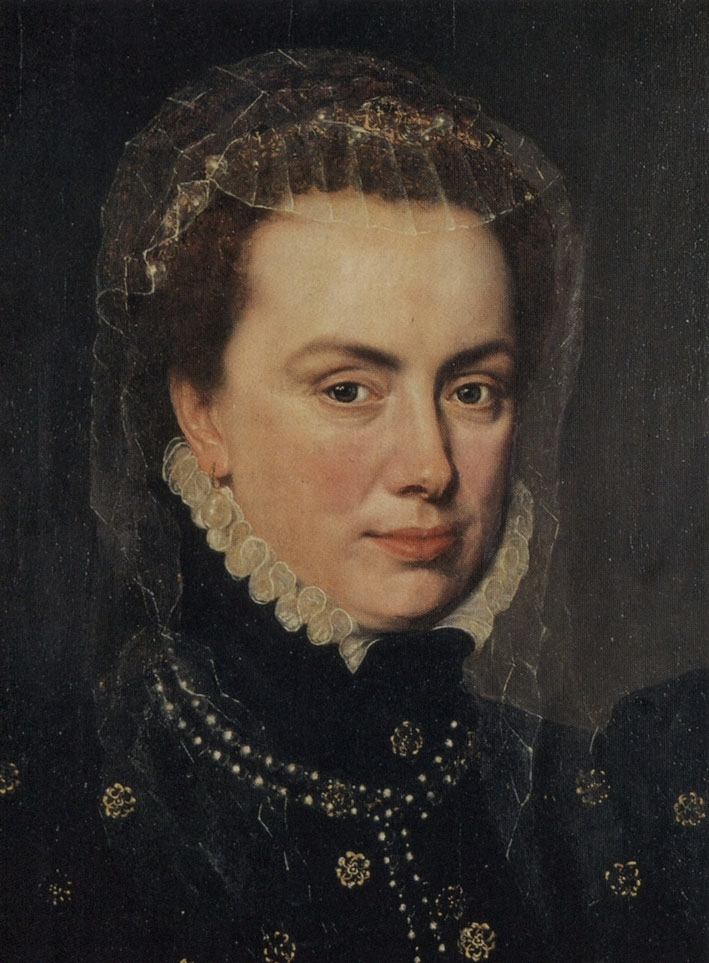
Ausschnitt aus einem Porträt Margarethe von Parmas von Antonio Moro

Im Jahr darauf kam Gerolama sogar in Schwägerschaft mit Kaiser Karl V., da ihr jüngerer Sohn, der vierzehnjährige Ottavio Farnese (* 1524; † 1586), am 4. November 1538 in der Sixtinischen Kapelle in Rom Margarethe von Österreich (* 1522; † 1586) heiratete. Sie war eine außereheliche Tochter des Kaisers und Witwe des Alessandro de’ Medici (* 22. Juli 1510; † 6. Januar 1537), genannt il Moro („der Maure“). Dieser war Duca della città di Penna, Stadtherr von Florenz von 1530 bis 1537 und ab 1532 Herzog in Florenzci, Zugleich war er auch ein Halbbruder der Caterina de’ Medici, der Gemahlin des Heinrich von Valois, der als Heinrich II. von 1547 bis 1559 König von Frankreich war.

### Fortsetzung der Familienpolitik
Dank der gezielten Familienpolitik ihres Schwiegervaters gab es 1540 für Gerolama neuerlich Anlass zur Freude, da ihr Sohn Ottavio 1540 mit sechzehn Jahren von seinem Großvater Paul III. in einem geheimen Konsistorium zum erblichen Herzog von Camerino – das jahrhundertelang der Familie Varano gehört hatte – und zum Herren von Nepi erhoben wurde.
Bedacht darauf, die Stellung der Familie auch durch eine ausgewogene Außenpolitik abzusichern und um die kaiserfreundliche Politik seines ältesten Sohnes Pier Luigi II. auszugleichen entschloss sich Papst Paul III. eine Geste gegenüber Frankreich zu machen, dass immer wieder Ansprüche auf italienische Gebiete stellte. Dies, indem er – zur wohl geringen Freude Gerolamas – ihren zwölfjährigen Sohn Orazio Farnese (* 1532; † 1553) 1543 zur Erziehung an den Hof des Rivalen von Kaiser Karl V. – den von König Franz I. von Frankreich (1515–1547) entsandte.
Zwei Jahre später hatte Gerolama das nur sehr wenigen Frauen gegönnte Vergnügen, einen zweiten Sohn – Ranuccio Farnese (* 1530; † 1565) im zarten Alter von 15 Jahren im Kardinalspurpur zu sehen.

### Herzogin von Parma und Piacenza
Mit dem Herzogtum Castro wollte sich jedoch Pier Luigi nicht begnügen. Er wollte einen von der Kirche weitgehend unabhängigen Staat, richtete daher seinen Ehrgeiz auf andere Gebiete, wie das Herzogtum Mailand die Republik Siena oder auf die Stadt Piacenza.
Da Kaiser Karl V. die Belehnung mit Mailand ablehnte, entschloss sich Papst Paul III. seinen Sohn Pier Luigi mit dem Herzogtum Parma und Piacenza zu belehnen. Der diesbezügliche Beschluss erfolgte am 17. August 1545 im Konsistorium. Mit der päpstlichen Bulle „Apostolicae Sedis“ wurde Pier Luigi mit dem Herzogtum belehnt, zugleich aber zur Zahlung einer jährlichen Abgabe von 9000 Dukaten und zur Abtretung des Herzogtums Castro an seinen Sohn Ottavio Farnese (* 1524; † 1586) verpflichtet.
Gerolama trug daher ab 1545 nicht mehr den Titel einer Herzogin von Castro, sondern den erheblich bedeutenderen einer Herzogin von Parma und Piacenza. Zugleich stand ihr eine neuerliche Übersiedlung nach Piacenza bevor, wo Pier Luigi im alten Kastell seine Wohnung aufschlug.
Im gleichen Jahr konnte sie am 27. August 1545 die Geburt ihres Enkels Alessandro Farnese, später Herzog von Parma und Piacenza feiern, der als einziger den Stamm des Hauses fortsetzen sollte.
Zwei Jahre später konnte Gerolama am 29. Juni 1547 in Rom an der feierlichen Vermählung ihrer einzigen Tochter Vittoria Farnese mit Guidobaldo II. della Rovere, Herzog von Urbino und Gubbio teilnehmen.

### Die Katastrophe
Dieser neue Lebensabschnitt Gerolamas sollte jedoch sehr rasch und tragisch beendet werden:
Am 10. September 1547 wurde ihr Ehemann, Herzog Pier Luigi in der alten Zitadelle von Piacenza ermordet.
Der Mordanschlag kam plötzlich, aber nicht gänzlich unerwartet: Pier Luigi hatte sich durch seine harte Hand – die Regierung seines Herzogtums lag in der Hand ortsfremder Vertrauter, der lokale Adel wurde verdrängt und verfolgt – den lokalen Adel zu Feinden gemacht. Zugleich hatte er durch seine Anmaßungen Kaiser Karl V. verärgert, der Parma und Piacenza als eigentlich kaiserliche Lehen betrachtete, ihn daher nie als Herzog von Parma und Piacenza, sondern nur als Herzog von Castro anerkannte.
Mit Unterstützung des kaiserlichen Gouverneurs von Mailand, Ferrante I. Gonzaga kam es zu einer Verschwörung des lokalen Adels unter der Führung der Grafen Giovanni Anguissola und Agostino Landi. Diese drangen in die Zitadelle ein, ermordeten Pier Luigi und warfen mit dem Ruf „libertà e impero“ (Freiheit und Kaiserreich) seine Leiche aus dem Fenster in den Burggraben. Nicht genug damit, schon am nächsten Tag traf Ferrante I. Gonzaga in Piacenza ein, um das Herzogtum für den Kaiser in Besitz zu nehmen, der seinerseits Ansprüche auf das Herzogtum erhob.
Für Gerolama brach damit eine Welt zusammen, da nicht nur der unaufhaltsam scheinende Aufstieg ihres Ehemannes plötzlich endete, sondern auch der Verlust des erst zwei Jahre zuvor erhaltenen Herzogtums Parma und Piacenza für die Familie drohte.

### Rettung des Herzogtums Parma
Zum Glück war das Haupt der Familie – Papst Paul III. – noch am Leben und konnte daher die Katastrophe abwenden. Empört über die Ermordung seines einzigen Sohnes, klagte er im Konsistorium Ferrante I. Gonzaga des Mordes an Herzog Pier Luigi an und ernannte zugleich seinen Enkel – Gerolamas Sohn – Ottavio Farnese zum neuen Herzog von Parma und Piacenza und zum Gonfaloniere der Kirche.
Ottavio eilte umgehend nach Parma, das Ferrante Gonzaga nicht besetzt hatte und konnte sich dort als Erbe festzusetzen. Papst Paul zögerte jedoch angesichts der drohenden Konfrontation mit Kaiser Karl V., zog seine Unterstützung für Ottavio zurück, reklamierte Parma für die Kirche, befahl Ottavio sich aus Parma zurückzuziehen und ließ Parma von einem Feldherren der Kirche besetzen.
Ottavio zog sich in die starke Festung Torrechiara bei Langhirano – etwa 18 km von Parma entfernt – zurück, entschlossen, seinen Anspruch auf dieses Herzogtum nicht aufzugeben. Er verteidigte sich dort erfolgreich und verhandelte mit Kaiser Karl V. – seinem Schwiegervater. Als Papst Paul III. dies erfuhr, soll er über den Ungehorsam seines Enkels so in Zorn geraten sein, dass diese Erregung zu seinem bald darauf folgenden Ableben beigetragen hätte. Wenige Stunden vor dem Tod des Papstes am 10. November 1549 gelang es jedoch Kardinal Alessandro Farnese, dem ältesten Sohn Gerolamas, seinen Großvater zur Akzeptanz der faktischen Situation zu bewegen.
Der Nachfolger auf dem Heiligen Stuhl, Julius III., Papst von 1550 bis 1555, bestätigte schließlich die Belehnung nur mit Parma und selbst Kaiser Karl V. akzeptierte 1550 diesen Kompromiss.
Nach der Sorge um den Fortbestand der fürstlichen Rolle des Hauses Farnese war Gerolama zweifellos erleichtert, dass zumindest das Herzogtum Parma und damit der Rang der Familie unter den ersten Häusern Italiens gesichert war.

### Schwägerschaft mit dem König von Frankreich

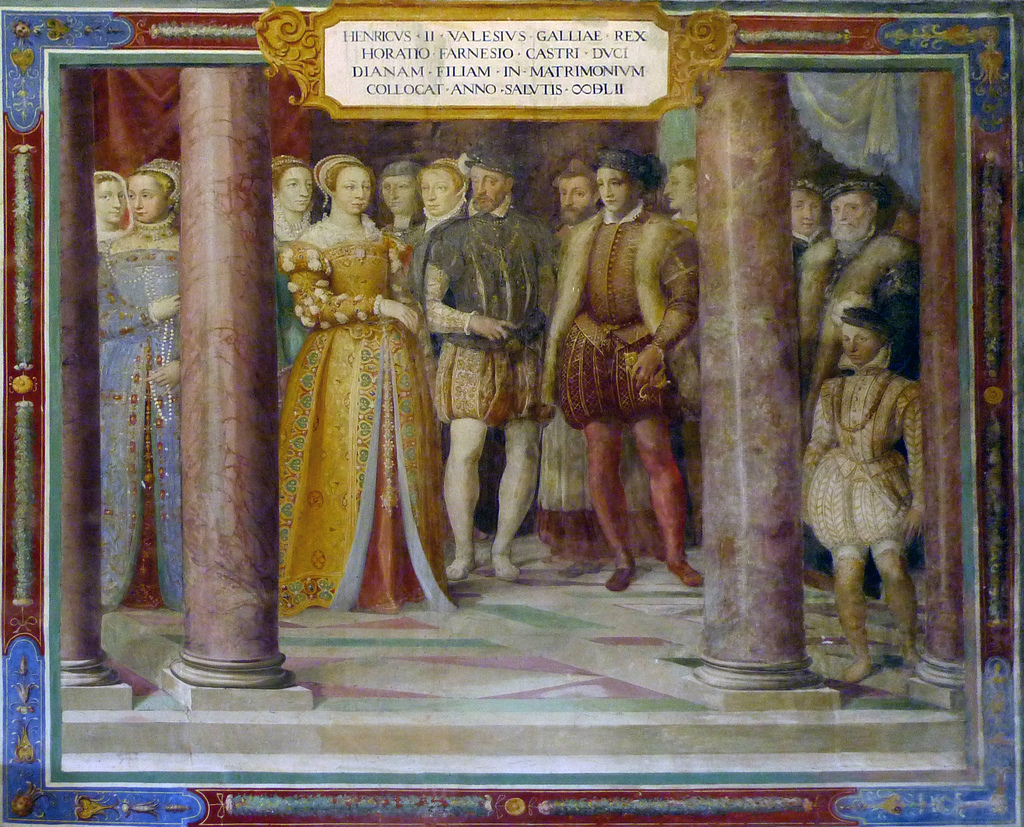
Heirat Dianes mit Orazio Farnese, Fresko von Taddeo Zuccari

Bald darauf konnte Gerolama sich über einen wesentlichen Erfolg der vorausschauenden Familienpolitik ihres Schwiegervaters freuen: Der Aufenthalt ihres dritten Sohnes Orazio Farnese in Frankreich war nicht ohne Folgen geblieben: Im Februar 1553 vermählte dieser sich im Dom zu Siena mit Diane, Herzogin von Angoulême und Étampes (* 25. Juli 1538 in Fossano; † 11. Januar 1619 in Paris). Sie war eine außereheliche, aber legitimierte Tochter von König Heinrich II. von Frankreich, die von einer anderen Geliebten des Königs – Diane de Poitiers, Herzogin von Étampes und von Valentinois – (ein Herzogtum, das 1498 von König Ludwig XII. (1498–1515) für Cesare Borgia geschaffen wurde) – erzogen worden war. Gerolama kam dadurch in Schwägerschaft mit dem König von Frankreich.

### Wiederherstellung des Herzogtums Parma und Piacenza
Der Wunsch, das Herzogtum wieder in seinem vollen Umfang herzustellen, war ein gemeinsames Anliegen Gerolamas wie ihres Sohnes Ottavio Farnese. Durch die 1556 erfolgte Abdankung von Kaiser Karl V. zugunsten seines Sohnes Philipp II. löste sich die Animosität mit dem Haus Österreich, dass davon ausging, dass Parma und Piacenza eigentlich kaiserliche Lehen seinen, da die spanischen Habsburger daran interessiert waren, im Kampf um den Einfluss auf Italien die Farnese als Verbündete aufzubauen. Im Vertrag von Gent wurde am 15. September 1556 Parma, Piacenza, Novara und die Besitzungen und Renten im Königreich Neapel, die Herzogin Margarethe in die Ehe mitgebracht hatte, quasi als Lehen des Reiches an Ottavio Farnese übertragen. Die Festung von Piacenza, in der Gerolama mit Pier Luigi II. gewohnt hatte, einer spanischen Besatzung überlassen.

### Spätere Jahre
Die Freude Gerolamas über diesen Erfolg wurde jedoch dadurch getrübt, dass ihr jüngster Sohn Orazio Farnese, 3. Herzog von Castro, 1555 in einem Gefecht in Frankreich an der Grenze zum Artois bei Hesdin, das Herzog Emanuel Philibert von Savoyen (1553–1580) im Auftrag des Kaisers Karl V. belagerte, mit nur 22 Jahren kinderlos verstarb. Das Herzogtum Castro fiel daher an seinen älteren Bruder Ottavio Farnese.
Im Jahr 1561 begann ihr Sohn Ottavio Farnese in Parma – das er zur Hauptstadt seiner Herzogtümer bestimmt hatte – wohl nicht ohne Mitwirkung seiner Mutter – mit der Errichtung des „Palazzo del Giardino“ auch „alazzo Ducale del Giardino“ genannt, der bis zur Mitte des 16. Jahrhunderts als Sitz des herzoglichen Hofes diente, daher zweifellos auch von seiner Mutter bewohnt wurde. (Heute Sitz des Kommandos der Carabinieri)

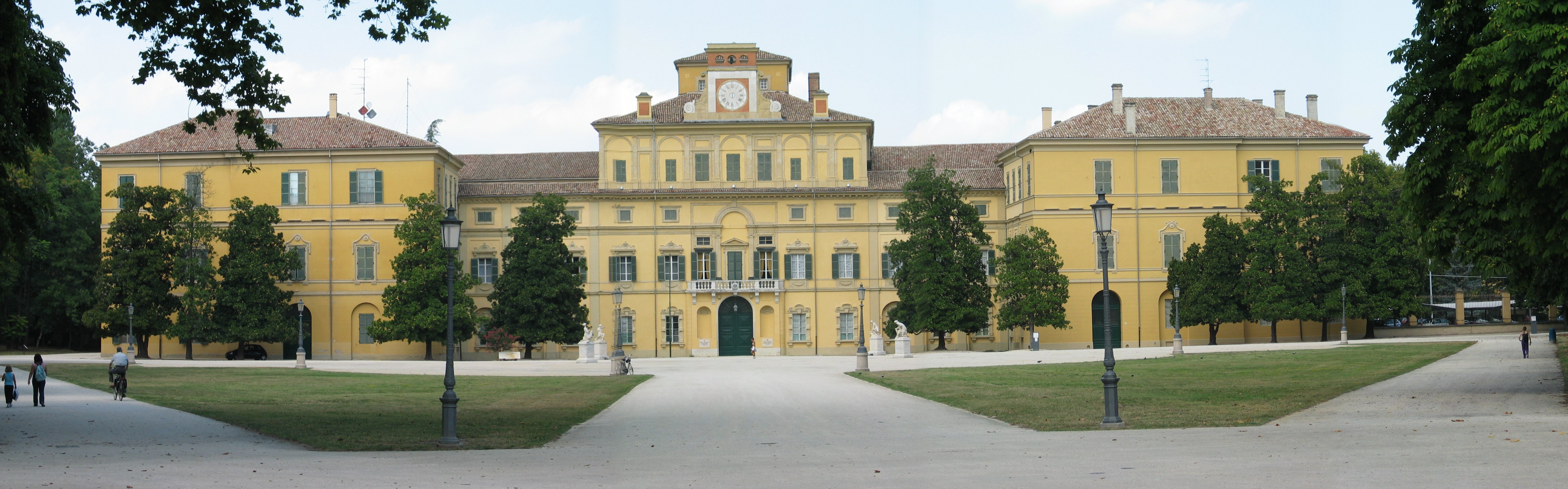
Der Palazzo del Giardino in Parma.

Vier Jahre später, im Jahre 1565, starb ihr zweitjüngster Sohn Ranuccio Farnese, Kardinalbischof von Sabina, ein Amt, das nach ihm Gerolamas ältester Sohn, Kardinal Alessandro Farnese übernahm.

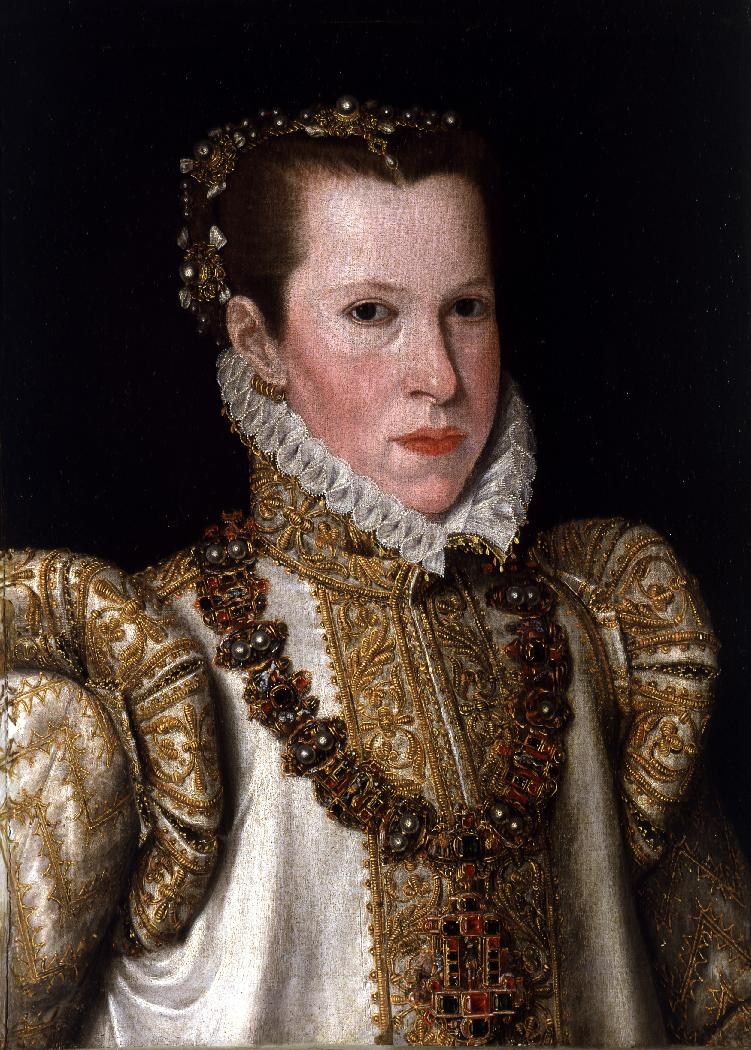
Infantin Maria von Portugal

Im Herbst desselben Jahres gab es hingegen Anlass zur Freude, da Gerolamas Enkel Alessandro Farnese, der später als 3. Herzog von Parma, Piacenza, 4. Herzog von Castro und Ronciglione (1586–1592) nachfolgte, sich am 11. November 1565 in Brüssel am Hof von König Philipp II. mit Maria Infantin von Portugal (* 8. Dezember 1538 in Lissabon; † 7. September 1577) verheiratete. Sie war eine Tochter des Infanten Eduard (Duarte), dem vierten Herzog von Guimarães und der Elisabeth (Isabel) von Braganza und daher eine Enkelin von König Manuel I. von Portugal (1495–1521).
Zwei Jahre vor ihrem Tod konnte Gerolama an der Grundsteinlegung des bedeutenden Palazzo Farnese in Piacenza teilnehmen, der im Auftrag ihres Sohnes, Herzog Ottavio Farnese nach Plänen des Architekten Francesco Paciotto da Urbino an der Stelle errichtet wurde, wo zuvor die alte Zitadelle stand, in der Gerolama ab 1545 mit ihrem Gemahl Pier Luigi II. Farnese gelebt hatte und wo dieser ermordet worden war. (Heute Stadtmuseum)
Gerolama erlebte auch noch die am 28. März 1569 erfolgte Geburt ihres Urenkels Ranuccio I. Farnese (Sohn ihres Enkels, des 3. Herzogs Alessandro Farnese), der von 1592 bis 1622 als vierter Herzog von Parma und Piacenza nachfolgte.
Gerolama starb 1570 in vorgerücktem Alter (mit etwa 67 Jahren) in Viterbo und wurde bei ihrem Ehemann, Herzog Pier Luigi in der traditionellen Grablege der Familie Farnese, auf der Isola Bisentina im Bolsenasee in der Kirche Santa Maria beigesetzt.

## Ehe und Nachkommen
Gerolama Orsini heiratete 1519 in der Burg der Farnese in Valentano Pier Luigi II. Farnese (* 19. November 1503 in Rom; † ermordet 10. September 1547 in Piacenza), 1. Herzog von Parma und Piacenza (1545–1547) 1. Herzog von Castro und Ronciglione (1538) Gonfaloniere der Römischen Kirche 1537, Markgraf von Novara 1538, Graf von Pitigliano und Herr von Nepi (1537), Sohn des Kardinals Alessandro Farnese, der von 1534 bis 1549 als Papst Paul III. regierte, aus dessen außerehelichen Beziehung mit Silvia Ruffini.
Kinder:
- Alessandro Farnese (* 18. Dezember 1520 in Valentano; † 4. März 1589), genannt “il Gran Cardinale” (der Große Kardinal) Kardinaldekan, Vizekanzler der Kirche, mehrfach Legat bei Kaiser Karl V. und König Heinrich II. von Frankreich etc., berühmter Kunstmäzen.
- Ottavio Farnese (* 9. Oktober 1524; † 18. September 1586 in Parma), Herzog von Camerino (1540–1545), 2. Herzog von Castro (1545–1547), 2. Herzog von Parma und Piacenza (1547–1586) ⚭ 1538 Margarethe von Österreich (1522–1586), außereheliche, anerkannte Tochter von Kaiser Karl V./I. von Spanien
- Orazio Farnese (* im Februar 1532 im Kastell von Valentano; † fällt bei Hesdin am 18. Juli 1553), 3. Herzog von Castro (1547–1553), Präfekt von Rom ⚭ 13. Februar 1553 in Siena Diane, Herzogin von Angoulême und Étampes (* 25. Juli 1538 in Paris; † 11. Januar 1619 in Paris), außereheliche, legitimierte Tochter von König Heinrich II. von Frankreich (1547–1559). Sie war in zweiter Ehe mit François de Montmorency (* 1530; † 1579), dem 2. Duc (Herzog) von Montmorency, Marschall von Frankreich etc., einem Sohn von Anne de Montmorency (* 1493; † 1567), dem berühmten Connétable von Frankreich und erstem Herzog von Montmorency verheiratet, mit denen Gerolama dadurch in Schwägerschaft kam.
- Ranuccio Farnese (* 11. August 1530 in Valentano; † 29. Oktober 1565 in Parma), 1544 – mit 14 Jahren – Erzbischof von Neapel, 1545 Kardinal, bekannt als “cardinalino di Sant’Angelo” (das Kardinalchen von Sant’Angelo), 1565 Kardinalbischof von Sabina, großer Kunstmäzen.
- Vittoria Farnese (* 1521 in Rom; † 13. September 1602 in Pesaro) ⚭ Guidobaldo II. della Rovere (* 2. April 1514 in Urbino; † 28. September 1574 in Pesaro), Herzog von Urbino (1538–1574).